# Good for Your Soul
Good for Your Soul è il terzo album in studio del gruppo musicale statunitense Oingo Boingo, pubblicato nel 1983.

## Tracce
Testi e musiche di Danny Elfman.
1. Who Do You Want to Be – 3:31
2. Good for Your Soul – 3:16
3. No Spill Blood – 3:42
4. Cry of the Vatos – 2:21
5. Fill the Void – 3:42
6. Sweat – 4:31
7. Nothing Bad Ever Happens – 3:45
8. Wake Up (It's 1984) – 4:44
9. Dead or Alive – 4:04
10. Pictures of You – 4:03
11. Little Guns – 3:42

## Formazione
- Danny Elfman – voce, chitarra
- Steve Bartek – chitarra
- Kerry Hatch – basso, synth bass
- Johnny "Vatos" Hernandez – batteria
- Richard Gibbs – tastiera
- Sam "Sluggo" Phipps – voce, clarinetto
- Leon Schneiderman – sassofono baritono, sassofono alto
- Dale Turner – tromba, trombone